# Plexippus fannae
Plexippus fannae är en spindelart som först beskrevs av Peckham, Peckham 1896.  Plexippus fannae ingår i släktet Plexippus och familjen hoppspindlar. Inga underarter finns listade i Catalogue of Life.